# 盧蘭
盧蘭（ろ らん、ルー・ラン、Lu Lan 1987年5月2日-）は、江蘇省常州市出身のバドミントン選手。

## 経歴
2007年、デンマークオープンで優勝。マレーシアのクアラルンプールで行われた世界選手権では準決勝で優勝した朱琳に敗れて銅メダル。
2008年、全英オープンで準優勝。北京オリンピックでは第3シードで出場。準決勝で第1シードの謝杏芳に1-2（21-7、10-21、12-21）で敗れた後、3位決定戦でもノーシードのマリア・クリスティン・ユリアンティ（インドネシア）に1-2（21-11、13-21、15-21）で逆転負けし、メダルを逃した。
2009年のインド・ハイデラバード世界選手権では決勝で謝杏芳に2-0（23-21、21-12）で勝利して優勝した。